# Bunești (gmina w okręgu Braszów)
Bunești – gmina w Rumunii, w okręgu Braszów. Obejmuje miejscowości Bunești, Criț, Meșendorf, Roadeș i Viscri. W 2011 roku liczyła 2357 mieszkańców. 